# Андрија Милошевић
Андрија Милошевић (Титоград, 6. август 1978) српски је глумац.

## Биографија
Старији је син мајке Вере и оца Пека. Андрија има млађег брата Велибора. Детињство је провео у Никшићу. Као тинејџер је маштао да постане фудбалер и са четрнаест година је активно играо фудбал за ФК Сутјеска. Са шеснаест година је постао студент у првој генерацији Факултета драмских уметности на Цетињу у класи професора Боре Стјепановића. На другој години студија је добио прву велику улогу у позоришту и тада је први пут сарађивао са редитељем Миланом Караџићем. Глуму, коју је заволео, завршио је у року, дипломском представом Госпођица Јулија. У Црној Гори је радио неколико представа.
У Београд је дошао 2000. године на позив Светозара Цветковића, који му је нашао ангажман у Атељеу 212 у представи Капут прљавог човека. Године 2003, Милошевић почео да снима серију М(ј)ешовити брак са редитељем Миланом Караџићем и сценаристом Стеваном Копривицом. Тада га је шира јавност упознала кроз симпатични лик Црногорца Бања, којег је тумачио у овој серији.
Глумио је до сад у више од 100 представа.
Редитељка Марија Перовић му је доделила главну улогу у филму Опет пакујемо мајмуне, а тада је снимио и серијал Карађорђе и позориште.
У Звездара театру игра у представи Tre sorelle заједно са колегиницом из М(ј)ешовитог брака Слободом Мићаловић. Игра и у комаду Само за твоје очи Театра Култ.
У Подгорици је 2005. године основао је продуцентску кућу „Удружење љубитеља филма”.
Глумио је у филму „Коњи врани” редитеља Љубише Самарџића, али и у представама Укроћена горопад, Декамерон, Змијско легло.
Захваљујући запаженим улогама, добио је позив из Хрватске да игра у новој серији РТЛ продукције „Не дај се, Нина”, у којој носи једну од главних улога. Андрија није одбио ни позив да води ријалити-шоу „Сурвајвор”, па је отишао са екипом ријалитија у Панаму. Стекавши бројне симпатије, снимио је и другу сезону ријалитија Сурвајвор, овај пут на Филипинима, а исто тако и на Костарици. У међувремену, између два шоуа, снимио је телевизијску серију у режији Милана Караџића „Паре или живот”, а затим и истоимени филм. Од јануара 2015, учествује у новом талент-шоу програму Аудиција, који се емитује на телевизији Пинк, као један од чланова жирија, поред Марка Живића, Драгана Маринковића Маце и Милана Калинића.
Ожењен је глумицом Александром Томић са којом има сина Рељу. Кум је композитору Саши Милошевићу Марету.

## Филмографија
| Год.         | Назив                                  | Улога                     |
| ------------ | -------------------------------------- | ------------------------- |
| 1990-е       |                                        |                           |
| 1999.        | У име оца и сина                       | Возач комбија па инвалид  |
| 2000-е       |                                        |                           |
| 2001.        | Моја породица, приватизација и ја      | син Видо                  |
| 2003—2007.   | М(ј)ешовити брак                       | Бањо                      |
| 2004.        | Карађорђе и позориште                  | Карађорђе                 |
| 2004.        | Опет пакујемо мајмуне                  | Небојша                   |
| 2005.        | Поглед са Ајфеловог торња              | Ђука                      |
| 2007.        | Коњи врани                             | Гаврило                   |
| 2007.        | Промени ме                             | Дрaганче                  |
| 2008.        | Гледај ме                              | Саша                      |
| 2007—2008.   | Не дај се, Нина                        | Марко Савић               |
| 2007—2008.   | Наша мала клиника                      | Миле Цар                  |
| 2008.        | То топло љето                          | Микоња Кадунић            |
| 2008—2010.   | Паре или живот                         | Џони Поповић              |
| 2010-е       |                                        |                           |
| 2011.        | Непобедиво срце (ТВ серија)            | Бошко Петровић            |
| 2011.        | Певај, брате!                          | Маријан (Девил) Девић     |
| 2012—2015.   | Будва на пјену од мора                 | Луњо Докмановић           |
| 2013.        | На путу за Монтевидео                  | Споменкин муж             |
| 2015.        | Горчило — Јеси ли то дошао да ме видиш | Маринко                   |
| 2015—2016.   | Андрија и Анђелка                      | Андрија Митровић          |
| 2017—2019.   | Бисер Бојане                           | Матија                    |
| 2017—у току. | Убице мог оца                          | Милош Рончевић            |
| 2017—2019.   | Мамини синови                          | Милентије „Беба” Поповић  |
| 2018.        | Комшије                                | Недељко                   |
| 2019.        | Екипа                                  | Клупа                     |
| 2019.        | Слатке муке                            | Андрија                   |
| 2020-е       |                                        |                           |
| 2021.        | Није лоше бити човек                   | Мома Мрак                 |
| 2021.        | Дођи јуче                              | Срето                     |
| 2022.        | Aла је леп овај свет                   | Нешко Мијатовић           |
| 2022.        | Шетња са лавом                         | Нешко Мијатовић           |
| 2023.        | Лако је Ралету                         | Радивоје „Рале” Тодоровић |
| 2024.        | Време смрти (ТВ серија)                | Најдан Тошић              |
| 2024.        | Буди Бог с нама                        |                           |

## Одабране театрографија
- 39 степеника
- Крчмарица Мирандолина
- Иза кулиса
- Златни ланчић од бижутерије
- Певај, брате
- Певај, брате 2
- Тамо и назад
- Само за твоје уши
- Eгзибициониста

## Емисије
| Година     | Наслов                   | Позиција     | Телевизија     |
| ---------- | ------------------------ | ------------ | -------------- |
| 2005.      | Европесма                | водитељ      | РТЦГ           |
| 2008—2012. | Сурвајвор Србија         | водитељ      | Фокс, Прва     |
| 2011—2012. | Први глас Србије         | водитељ      | Прва           |
| 2015.      | Аудиција                 | члан жирија  | РТВ Пинк       |
| 2016—2018. | Изведи ме                | водитељ      | РТВ Пинк       |
| 2017.      | Твоје лице звучи познато | члан жирија  | Прва           |
| 2020.      | Мој пријатељ             | себе/водитељ | Суперстар, Б92 |
| 2024.      | Добро вече са Андријом   | водитељ      | Уна            |